# Maria Curatolo
Maria Curatolo (née le 12 octobre 1963 à Turin) est une athlète italienne spécialiste du marathon. Elle a participé à deux éditions des Jeux olympiques, en 1988 et 1996. Elle a aussi remporté la médaille d'argent aux championnats d'Europe 1994.

## Biographie
En 1985, elle remporte le semi-marathon Rome-Ostie en 1 h 43 min 13 s, alors que celui-ci ne se court pas encore sur la distance officielle du semi-marathon, c'est-à-dire 21,097 km, mais sur une distance variant entre 27 et 30 kilomètres. Elle participe aux championnats du monde de Stuttgart en 1987, mais elle ne termine pas la 1re série du 10 000 mètres, à laquelle elle participait.
En 1994, elle termine 2e des championnats d'Europe. La course compte aussi pour la Coupe d'Europe de marathon, et avec Ornella Ferrara et Rosanna Munerotto, elle remporte la victoire par équipe.

### Palmarès
| Date | Compétition                | Lieu      | Résultat | Épreuve    | Performance     |
| ---- | -------------------------- | --------- | -------- | ---------- | --------------- |
| 1986 | Championnats d'Europe      | Stuttgart | 10e      | 10 000 m   | 32 min 04 s 34  |
| 1988 | Jeux olympiques            | Séoul     | 8e       | Marathon   | 2 h 30 min 14 s |
| 1994 | championnats d'Europe 1994 | Helsinki  | 2e       | Marathon   | 2 h 30 min 33 s |
| 1994 | Coupe d'Europe de marathon | Helsinki  | 1re      | Par équipe |                 |
| 1996 | Jeux olympiques            | Atlanta   | —        | Marathon   | DNF             |

### Records
| Épreuve  | Performance     | Lieu  | Date              |
| -------- | --------------- | ----- | ----------------- |
| Marathon | 2 h 30 min 14 s | Séoul | 23 septembre 1988 |